# Edwardsia rugosa
Edwardsia rugosa is een zeeanemonensoort uit de familie Edwardsiidae.
Edwardsia rugosa is voor het eerst wetenschappelijk beschreven door Bourne in 1916.